# Ergili, Bandırma
Ergili là một xã thuộc huyện Bandırma, tỉnh Balıkesir, Thổ Nhĩ Kỳ. Dân số thời điểm năm 2010 là 429 người.